# (915) Cosette
(915) Cosette – planetoida z grupy pasa głównego asteroid.

## Odkrycie
Została odkryta 14 grudnia 1918 roku w Algiers Observatory, w Algierze przez François Gonnessiata. Nazwa pochodzi od imienia młodej córki odkrywcy. Przed jej nadaniem planetoida nosiła oznaczenie tymczasowe (915) 1918 b.

## Orbita
(915) Cosette okrąża Słońce w ciągu 3 lat i 120 dni w średniej odległości 2,23 au. Planetoida należy do rodziny planetoidy Flora nazywanej też czasem rodziną Ariadne.